# Ondřejovice (przystanek kolejowy)
Ondřejovice – przystanek kolejowy w Ondřejovicach, w kraju ołomunieckim, w Czechach. Znajduje się na wysokości 375 m n.p.m. i leży na linii kolejowej nr 297. W obrębie przystanku znajduje się również ładownia.